# Plămânărică
Plămânărică (Pulmonaria officinalis) este o plantă erbacee, perenă din familia Boraginaceae, cunoscută sub mai multe denumiri populare: mierea ursului, țâța oii, albăstrea, cuscrișor, sudoare, tutun de pădure.

## Descriere
Specie ierboasă perenă, înaltă de 15–25 cm, erectă, cu peri aspri, cu rizom orizontal și flori roșii, violete și arareori albe. Este răspândită în mod frecvent prin pădurile de foioase din zona de câmpie și până în cea montană inferioară, în stejărișuri și făgete.
În scopuri medicinale se recoltează în perioada înfloririi, atât frunzele bazale fără pețiol, cât și tulpinile. Recoltarea se face în funcție de dezvoltarea plantei; primăvara începând din luna martie și până în mai; vara și la începutul toamnei.

## Componenți principali
Spanozoide, alantoină, mucilagii, acid silicic, tanoizi, derivați polifenolici, flobafene, polioze, acizi (stearic, palmitic și miristic), fitosterine, săruri minerale bogate în magneziu, caroten și vitamina C.

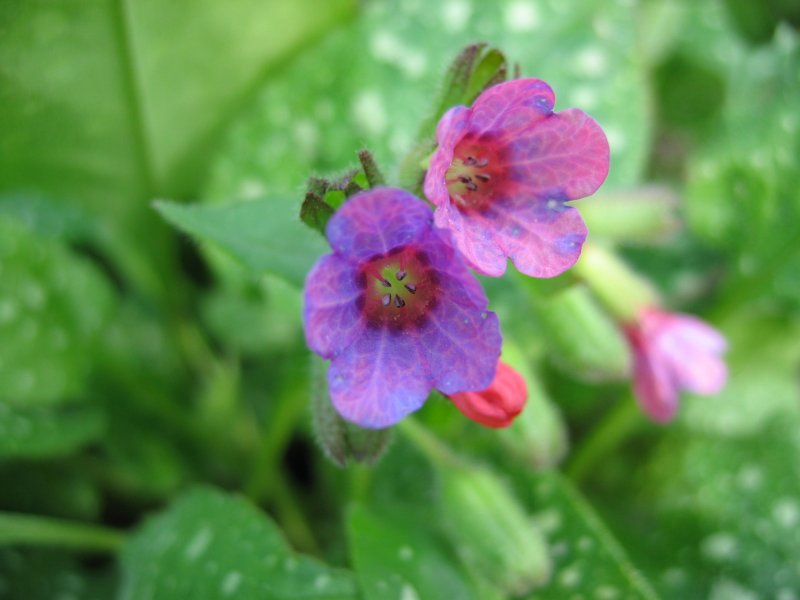
Plămânărică (inflorescență)

## Proprietăți
- diuretic și reconstituant datorită aportului de magneziu și vitamina C
- emolient și antiinflamator
- analgetic și cicatrizant
- antidiareic
- expectorant și antispastic bronșic

## Indicații
În bronșite, laringite, afecțiuni ale rinichilor, în bolile căilor respiratorii (ușurează expectorația, calmează tusea și răgușala), ulcer gastric și duodenal, în bolile reno-vezicale, în diaree, în ulcer gastric.